# LaShawn Merritt
LaShawn Merritt (født 27. juni 1986 i Portsmouth, Virginia) er en amerikansk atletikudøver (sprinter), der har vundet adskillige VM- og OL-medaljer.

## Karriere
Merritt deltog første gang ved VM i 2005, hvor han var med på det amerikanske stafethold på 400 meter. Amerikanerne vandt her guld, men Merritt løb ikke finalen. Det gjorde han til gengæld ved indendørs-VM 2006, hvor han var med til at vinde guld, samt ved udendørs-VM 2007, da amerikanerne genvandt guldet, og Merritt løb her også i det individuelle løb, hvor han vandt sølv.
Han var derfor sikker deltager for USA ved OL 2008 i Beijing, hvor han løb både individuelt og stafet. I det individuelle 400 meterløb var den forsvarende mester landsmanden Jeremy Wariner, som havde besejret Merritt de første 11 gange, de havde mødtes. Merritt havde omsider Wariner dette år, og kampen mellem de to (der var storfavoritter) så derfor ud til at kunne blive spændende. Merritt vandt sit indledende heat sikkert, og efterfølgende også sin semifinale. I finalen så det ud til, at Merritt havde klart flest kræfter tilbage og vandt guldet med næsten et sekunds forspring til Wariner, der fik sølv, mens en tredje amerikaner, David Neville, fik bronze, få hundrededele af et sekund  efter Wariner. Merritts sejrsmargin var den største i den olympiske historie. I stafetten var de derfor gigantiske favoritter, og de behøvede ikke at stille med guld- og sølvvinderne fra det individuelle løb for at vinde deres indledende heat. I finalen satte de trumf på ved at stille med Merritt, Angelo Taylor (guldvinder fra 400 m hæk), Neville og Wariner, og de levede op til forventningerne og vandt i ny olympisk rekord med over 25 m ned til Bahamas på andenpladsen, med russerne på få sekunder efter. Nogle år senere blev en af russerne dog testet positiv for brug af doping, så bronzen gik i stedet til Storbritannien.
Ved VM 2009 vandt Merritt guld både individuelt og i stafetten, og i 2011 vandt han individuelt VM-sølv og igen VM-guld i stafet.
Ved OL 2012 i London måtte Merritt opgive at forsvare sin guldmedalje fra Beijing, da han i det indledende heat måtte udgå med en skade. Han løb derfor heller ikke stafetten ved dette OL.
Han var dog tilbage igen ved VM i 2013 og vandt her guld både individuelt og i stafetten. Ved VM to år senere vandt han sølv individuelt og guld i stafetten.
Merritts sidste OL blev i 2016 i Rio de Janeiro, hvor han først løb det individuelle 400 meterløb. Her var han ikke længere ubetinget favorit, idet Kirani James fra Grenada var forsvarende OL-mester og sydafrikaneren Wayde van Niekerk var verdensmester fra 2015. Merritt vandt sit indledende heat, men kom derpå i semifinale med James, som vandt i bedste tid af alle i semifinalerne. I finalen førte James og van Niekerk i begyndelsen, men midtvejs lagde Merritt sig i spidsen. I sidste halvdel af løbet satte van Niekerk farten yderligere op, og han endte med at vinde i ny verdensrekordtid på 43,03 sekunder, mens James fik sølv og Merritt bronze. Merritt løb derpå også 200 meter, hvor han endte på en sjetteplads, inden han trådte ind på det amerikanske 400 meter-stafethold til finalen og dermed var med til at vinde endnu en OL-guldmedalje i denne disciplin. Her blev Jamaica nummer to og Bahamas nummer tre.